# Százhalomi erődtemplom
A százhalomi erődtemplom műemlékké nyilvánított épület Romániában, Szeben megyében. A romániai műemlékek jegyzékében az SB-II-a-B-12474 sorszámon szerepel.